# Ein Fall für Freunde
Ein Fall für Freunde (Alternativtitel: Geschichten aus Mullewapp) ist eine deutsch-italienische Zeichentrickserie für Kinder, die von 2003 bis 2012 produziert wurde. Die Geschichte basiert auf der Buchvorlage von Helme Heine. 2009 erschien zudem der Computeranimationsfilm Mullewapp – Das große Kinoabenteuer der Freunde und 2016 als 3D-Kinofilm Mullewapp - Eine schöne Schweinerei.

## Handlung
Die drei Freunde (der dicke) Waldemar, ein Schwein, Franz von Hahn, ein Hahn, und Johnny Mauser, eine Maus, leben in Mullewapp und lösen dort Fälle. Dazu teilen sie sich ein Fahrrad.

## Produktion und Veröffentlichung
Die Serie entstand zwischen 2003 und 2012 in deutsch-italienischer Zusammenarbeit mit 52 Folgen in zwei Staffeln. Die Erzählerstimme sprach Gunter Schoß. Zuständige Produktionsfirmen waren Motionworks GmbH, die AniMagix AG und der WDR. Regie führten Tony Loeser, Olaf Ulbricht und Jesper Møller. Am Drehbuch schrieben Helme Heine, Gisela von Radowitz, Bettine von Borries und Achim von Borries. Die Musik komponierte Andreas Hoge.
Erstmals wurde die Serie am 9. Oktober 2005 auf Das Erste in Die Sendung mit der Maus als Lachgeschichte gezeigt. Weitere Ausstrahlungen erfolgten ebenfalls auf WDR, KiKA, ORF eins, SRF zwei, BR Fernsehen und Kinowelt TV. Zu der Serie sind mehrere DVDs und Blu-rays erschienen, die durch Warner Bros. Entertainment vertrieben werden.

## Episodenliste

### Staffel 1
| Folgen-Nr. | Staffel-Nr. | deutscher Titel         |
| 1          | 01          | Der Feuerteufel         |
| 2          | 02          | Der Kinderraub          |
| 3          | 03          | Der Keulenkiller        |
| 4          | 04          | Der Vampir              |
| 5          | 05          | Der Streit              |
| 6          | 06          | Die Außerirdischen      |
| 7          | 07          | Der schwarze Hahn       |
| 8          | 08          | Die vertauschten Kinder |
| 9          | 09          | Die falsche Prinzessin  |
| 10         | 10          | Der Papagei             |
| 11         | 11          | Die Fahrerflucht        |
| 12         | 12          | Der Karottendieb        |
| 13         | 13          | Die Weihnachtsgans      |
| 14         | 14          | Das Schokoladen-Ei      |
| 15         | 15          | Das fünfte Ei           |
| 16         | 16          | Die Perlentaucher       |
| 17         | 17          | Eiskalt                 |
| 18         | 18          | Die verlorene Stimme    |
| 19         | 19          | Die Doppelzunge         |
| 20         | 20          | Der Löwe                |
| 21         | 21          | Der Honigdieb           |
| 22         | 22          | Der Besuch              |
| 23         | 23          | Die Lawine              |
| 24         | 24          | Der Rennwagen           |
| 25         | 25          | Die Fischgräte          |
| 26         | 26          | Der Wecker              |

### Staffel 2
| Folgen-Nr. | Staffel-Nr. | deutscher Titel       | Erstausstrahlung |
| 27         | 01          | Der Apfel             | 1. April 2012    |
| 28         | 02          | Der Wettkampf         | 3. Oktober 2011  |
| 29         | 03          | Der Brunnen           |                  |
| 30         | 04          | Das Gebiss            | 1. April 2012    |
| 31         | 05          | Klein, aber oho       | 8. April 2012    |
| 32         | 06          | Petri Heil!           | 2. April 2012    |
| 33         | 07          | Der Rasenmäher        | 2. Oktober 2011  |
| 34         | 08          | Der Kirschkern        | 3. April 2012    |
| 35         | 09          | SOS                   | 3. April 2012    |
| 36         | 10          | Das Krippenspiel      |                  |
| 37         | 11          | Große Kälte           |                  |
| 38         | 12          | Der falsche Osterhase | 8. April 2012    |
| 39         | 13          | Herbst                | 3. Oktober 2011  |
| 40         | 14          | Zirkus                | 2. Oktober 2011  |
| 41         | 15          | Wolkes Ausflug        | 7. April 2012    |
| 42         | 16          | Konzert               | 31. März 2012    |
| 43         | 17          | Der große Regen       | 2. April 2012    |
| 44         | 18          | Flaschenpost          | 5. April 2012    |
| 45         | 19          | Der Knochen           | 4. April 2012    |
| 46         | 20          | Waisenkind            | 3. Oktober 2011  |
| 47         | 21          | Späte Liebe           | 31. März 2012    |
| 48         | 22          | Geburtstag            | 6. April 2012    |
| 49         | 23          | Schlafwandler         | 4. April 2012    |
| 50         | 24          | Schnecke              | 5. April 2012    |
| 51         | 25          | Eule                  | 9. April 2012    |
| 52         | 26          | Hühnertag             | 9. April 2012    |